# Плазмотрон

Плазмотрон (рос. плазмотрон, англ. plasmatron, plasma generator, нім. Plasmatron n, Plasmabrenner m) — пристрій для одержання стаціонарного струменя плазми (температурою до 50 000 С°). Застосовують в електрозварюванні.